# Lasioglossum fimbriatellum
Lasioglossum fimbriatellum là một loài Hymenoptera trong họ Halictidae. Loài này được Vachal mô tả khoa học năm 1894.